# TRACECA
Der Verkehrskorridor Europa-Kaukasus-Asien (deutsch für Transport Corridor Europe-Caucasus-Asia, kurz TRACECA) ist ein Verkehrs- und Kommunikationsprojekt, das Europa und Mittelasien verbinden soll. Es soll wie das umgangssprachlich gleichnamige Projekt One Belt, One Road  als „Neue Seidenstraße“ die west-östlichen Verbindungen und Wege der historischen Großen Seidenstraße wiederbeleben.

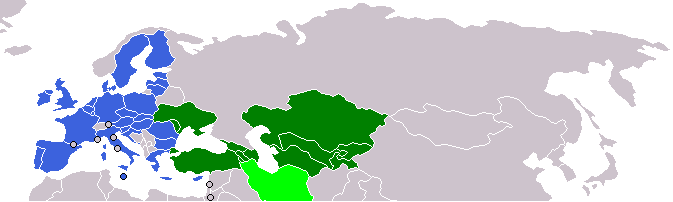
Europäische Union
TRACECA-Teilnehmer
TRACECA-Kandidaten

## Geschichte
Das Projekt entstand nach einem Vorschlag des damaligen georgischen Präsidenten Eduard Schewardnadse. Die Kommission der EU initiierte daraufhin im Rahmen ihres TACIS-Programms das Projekt TRACECA. Zunächst geschah wenig und erst nach der Gründung der Organisation GUAM im Jahr 1997 erhielt TRACECA neuen Schwung. TRACECA war das größte TACIS-Programm, bevor TACIS im Jahr 2007 eingestellt wurde.
Parallel und ergänzend zu TRACECA initiierte die EU das Projekt INOGATE (INterstate Oil and GAs Transportation to Europe), welches auf die Gas- und Öl-Pipelines Zentralasiens abzielte. Das Projekt wurde 2016 eingestellt.
Am 7. und 8. September 1998 fand in Baku eine Konferenz über die „Wiederherstellung der historischen Großen Seidenstraße“ statt. Zum Abschluss unterzeichneten Armenien, Aserbaidschan, Bulgarien, Georgien, Kasachstan, Kirgisistan, Moldawien, Rumänien, Tadschikistan, die Türkei, die Ukraine und Usbekistan eine „Multilaterale Vereinbarung über den internationalen Transport und die Entwicklung eines europäisch-kaukasisch-asiatischen Korridors“.
Auf einer Konferenz im März 2000 in Tiflis nahm ein Zwischenstaatliches Komitee der TRACECA-Staaten (TRACECA/IGC) seine Arbeit auf. Es eröffnete im Februar 2001 mit Hilfe der EU ein Ständiges Sekretariat in Baku. Das Sekretariat gliedert sich in vier Arbeitsgruppen: Handel, Kraftfahrzeug-, Eisenbahn- und Seetransport.
Bis 2002 wurden aus dem TRACECA-Budget 46 Einzelprojekte für insgesamt 99,6 Millionen US-Dollar finanziert, davon 33 Forschungsprojekte und 13 Investitionsprojekte zum Wiederaufbau einer Infrastruktur. Rund 50 % des Budgets sind für Investitionen vorgesehen, die das TRACECA-Programm attraktiver machen und ein günstiges Investitionsklima schaffen sollen. Unter anderem mit TRACECA-Geldern wurde eine Eisenbahnlinie vom usbekischen Qoʻngʻirot ins kasachische Aqtau gebaut und eine Fährlinie von Aqtau ins aserbaidschanische Baku etabliert.
Seit 1998 sind die Transporte im TRACECA-Korridor ständig gestiegen. Einen besonderen Aufschwung nahm die Route durch humanitäre Hilfsgütertransporte von Europa nach Afghanistan. Aserbaidschan verzeichnete in jenem Jahr 3,4 Millionen Tonnen Transit-Frachtgüter. 1999 wuchs die Anzahl auf 4,4 Millionen Tonnen, 2000 auf 5,7 Millionen Tonnen, 2001 auf 7,7 Millionen Tonnen und 2002 auf 8,5 Millionen Tonnen.
Der Aufschwung führte zur Gründung neuer Firmen in den beteiligten Ländern. In Georgien entstand die Unternehmensgruppe Silk Road Companies Georgia (SRG, Seidenstraßen-Firmen Georgiens). Gemeinsam mit der kasachischen Bank Turan Alem (BTA) gründete sie im März 2005 die Silk Road Bank (SRB, Seidenstraßen-Bank), ging eine Kooperation mit dem französischen Unternehmen BNP Paribas ein und beteiligt sich am Umbau des früheren Intourist-Hotels Iveria zu einem Fünf-Sterne-Hotel im Zentrum von Tiflis.

## Analyse
Im Jahr 2018 urteilte ein Experte der deutschen Außenpolitik, aus der TRACECA-Initiative sei „nichts geworden“.